# Irshad Manji
Irshad Manji (* 1968, Uganda) je kanadská novinářka, spisovatelka a aktivistka, bojující proti radikálnímu islamismu.

## Život a dílo
Irshad Manji se narodila jako dcera Inda a Egypťanky v Ugandě roku 1968. O tři roky se později se odstěhovala do Kanady, když tehdejší ugandský diktátor Idi Amin vyhnal ze země všechny Asiaty.
Irshad Manji je ší'tského vyznání, vyznává tzv. Isná ašaría, feministka a lesba. Ve své literární činnosti se zaměřuje především na utlačování žen a homosexuálů v islámské společnosti.
Její kniha The Trouble with Islam Today, která vyšla v roce 2004, pojednává o postavení žen a otroctví v islámu, muslimskému antisemitismu (Jew-bashing), právem na sebeurčení Izraele. Kniha byla přeložena do 30 světových jazyků.
Další její kniha Allah, Liberty and Love: The Courage to Reconcile Faith and Freedom způsobila distributorovi v převážně muslimské Malajsii nemalé problémy. Kniha zde byla zakázána.

## Aktivismus
V minulosti se podílela na vytvoření internetové platformy na podporu Sakíne Aštíaníové, Íránky odsouzené k trestu smrti ukamenováním.